# Decade of Early Hardcore
Decade of Early Hardcore is een Nederlands muziek- en dance-evenement dat zich richt op de subgenres "Early Hardcore", "Early Terror" en "Early Frenchcore". De eerste editie vond plaats op 9 april 2011 in Zaandam. Sindsdien is het uitgegroeid tot een van de grotere evenementen in Nederland binnen dit specifieke genre.

## Decade Events
Het evenement wordt georganiseerd door Decade Events, een Nederlandse organisatie die zich sinds 2011 toelegt op het behouden en promoten van de originele Hardcore-sound uit de jaren 1990. Naast Decade of Early Hardcore heeft de organisatie ook andere concepten ontwikkeld, waaronder "Xposure" (waaronder solo-edities van Frantic Freak) en hostings op festivals zoals "Together We Are Hardcore" en "Crazy Wonderland".

## Geschiedenis
De eerste editie van Decade of Early Hardcore vond plaats op 9 april 2011 in Zaandam. In de jaren daarna werd het evenement georganiseerd op diverse locaties in Nederland, waaronder Hemkade 48 (Zaandam), DS Eventcenter (Culemborg), H7 Warehouse (Amsterdam) en het Silverdome (Zoetermeer). In 2025 vierde Decade haar 15-jarig jubileum.
Tijdens de coronapandemie (2020–2021), waarin fysieke evenementen niet mogelijk waren, organiseerde Decade livestreams vanuit een studio in Amsterdam. Verschillende artiesten traden hier op zonder publiek. Deze streams werden online uitgezonden en bereikten duizenden kijkers.

### Concept
Decade of Early Hardcore richt zich uitsluitend op muziekstijlen uit het begin van de Hardcore-periode. Kenmerkend voor het evenement is de programmering met artiesten die actief waren in de jaren 1990 en 2000, in combinatie met een nieuwe generatie producers en dj’s. Volgens externe bronnen wordt het evenement bezocht door een mix van jongere en oudere liefhebbers van het genre. 
Decade wordt gekenmerkt door het gebruik van thematische decors, visuele producties en een nadruk op beleving. De organisatie streeft naar het organiseren van twee edities per jaar: een in het voorjaar en een in het najaar.

## Artiesten
Enkele artiesten die op het evenement hebben opgetreden zijn:
- Bass-D
- Drokz
- Ruffneck
- Arjuna
- Frantic Freak
- Painbringer
- Gabber Syndrome
- Resonant Squad

## Locaties
- de Kade Zaandam
- Hemkade48 Zaandam
- DS Eventcenter, Culemborg
- H7 Warehouse, Amsterdam
- Silverdome, Zoetermeer
- Eindelijk Weer, Almere

## Merchandise
De organisatie van Decade biedt sinds enkele jaren ook merchandise aan, waaronder kleding en accessoires met ontwerpen geïnspireerd op de jaren ’90 en het Early Hardcore-genre. Er worden regelmatig nieuwe ontwerpen en limited editions uitgebracht.